# The Girlfriend Experience
The Girlfriend Experience is een Amerikaanse film uit 2009. Het is een experimentele film van Steven Soderbergh met in de hoofdrol de pornoactrice Sasha Grey die zich na deze film meer op niet-pornografische films zou gaan richten. De film ging op 20 januari 2009 in première tijdens het Sundance Film Festival.

## Verhaal
Christine werkt onder het pseudoniem Chelsea als chique escort-prostituee in New York. Haar klanten zijn met name zakenlieden die klagen over de economische crisis. Tussendoor ondervraagt een journalist haar over haar werk en haar privéleven.

## Rolverdeling
| Acteur            | Personage                  |
| ----------------- | -------------------------- |
| Sasha Grey        | Chelsea/Christine Brown    |
| Chris Santos      | Chris                      |
| Philip Eytan      | Philip                     |
| Timothy Davis     | Tim                        |
| Peter Zizzo       | Zizzo                      |
| Glenn Kenny       | "de Erotische fijnproever" |
| Vincent Dellacera | Chelsea's chauffeur        |
| Kimberly Magness  | Happy Hour                 |
| Mark Jacobson     | Interviewer                |
| Christina Nadeau  | Chelsea's vriendin         |

## Ontvangst
De reacties op de film waren verdeeld. Roger Ebert gaf de film de volle vier sterren, maar andere recensenten als Kyle Smith en David Edelstein vonden de film juist zeer slecht.